# Olympische Sommerspiele 1912/Teilnehmer (Russisches Kaiserreich)
| Gelbes Symbol für Goldmedaillen mit stilisierten Olympischen Ringen | Graues Symbol für Silbermedaillen mit stilisierten Olympischen Ringen | Braundes Symbol für Bronzemedaillen mit stilisierten Olympischen Ringen |
| ------------------------------------------------------------------- | --------------------------------------------------------------------- | ----------------------------------------------------------------------- |
| —                                                                   | 2                                                                     | 3                                                                       |

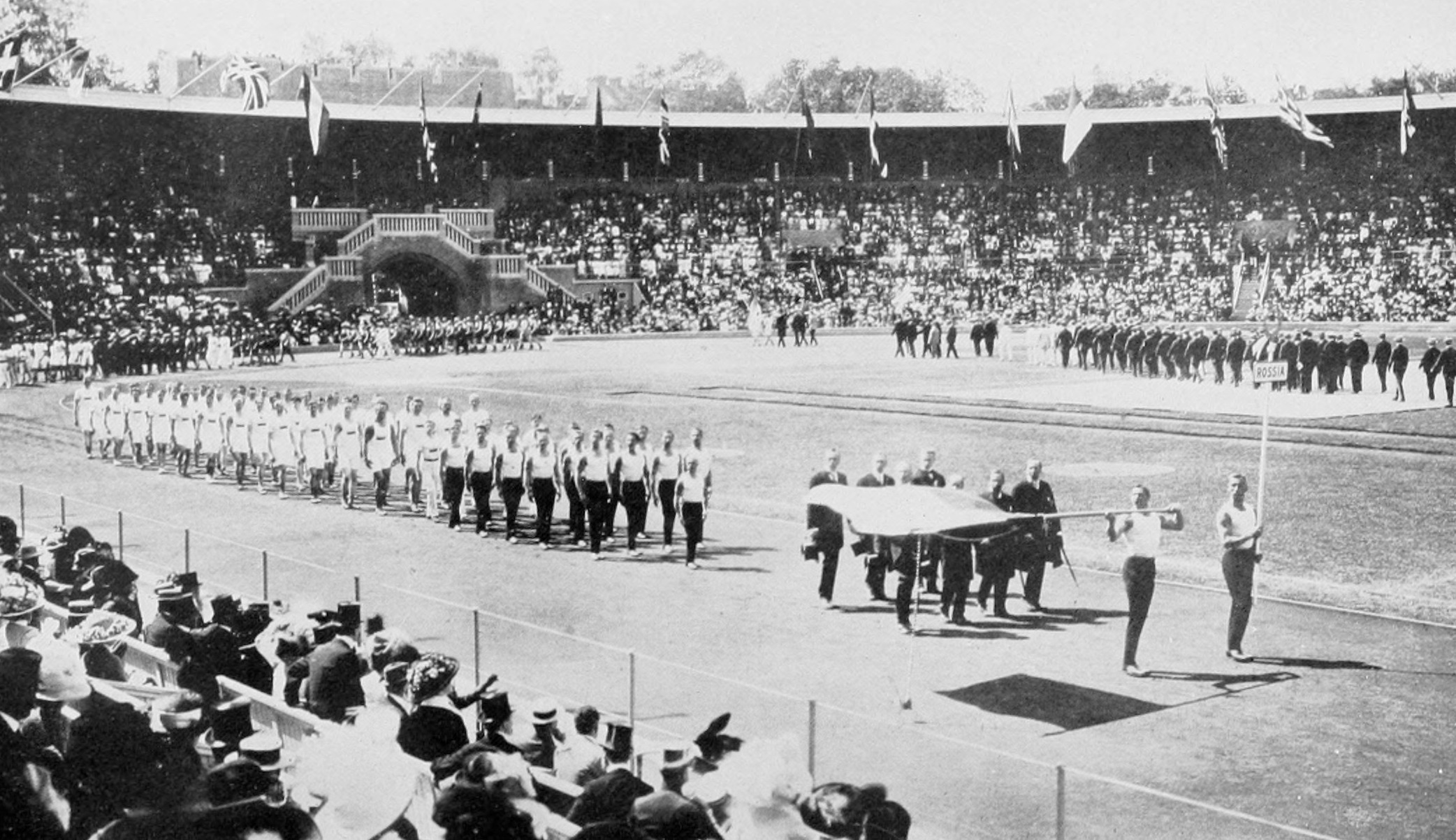
Die Mannschaft aus dem Russischen Reich bei der Eröffnungsfeier

Das Russische Reich nahm an den Olympischen Sommerspielen 1912 in Stockholm, Schweden, mit 159 Sportlern teil. Dabei konnten die Athleten zwei Silber- und drei Bronzemedaillen gewinnen.

## Medaillengewinner

### Silber
| Name                                                                  | Sportart | Wettkampf                       |
| --------------------------------------------------------------------- | -------- | ------------------------------- |
| Martin Klein                                                          | Ringen   | Mittelgewicht (bis 75 kg)       |
| Amos Kasch Mykola Melnyzkyj Pawel Woiloschnikow Heorhij Pantelejmonow | Schießen | Militärrevolver 30 m Mannschaft |

### Bronze
| Name | Sportart | Wettkampf         |
| --- | -------- | ----------------- |
| Mart Kuusik | Rudern   | Einer             |
| Harry Blaus | Schießen | Tontaubenschießen |
| Esper Belosselski Ernst Brasche Nikolai Puschnizki Alexander Rodionow Joseph von Schomacker Philipp Strauch Karl Lindholm | Segeln   | 10-Meter-Klasse   |

## Teilnehmer nach Sportarten

### Fechten
| Athlet | Disziplin         | Erste Runde       | Erste Runde       | Viertelfinale  | Viertelfinale  | Halbfinale     | Halbfinale     | Finale         | Finale         |
| Athlet | Disziplin         | Ergebnis          | Platz             | Ergebnis       | Platz          | Ergebnis       | Platz          | Ergebnis       | Platz          |
| --- | ----------------- | ----------------- | ----------------- | -------------- | -------------- | -------------- | -------------- | -------------- | -------------- |
| Wladimir Andrejew | Säbel, Einzel     | 2 Gewonnen        | Dritter           | 2 Verloren     | Dritter        | DNS            | DNS            | nicht erreicht | nicht erreicht |
| Boris Arsenjew | Säbel, Einzel     | Bye               | Bye               | 2 Verloren     | Dritter        | 1 Gewonnen     | Fünfter        | nicht erreicht | nicht erreicht |
| Gawriil Bertren | Florett, Einzel   | 2 Verloren        | Vierter           | nicht erreicht | nicht erreicht | nicht erreicht | nicht erreicht | nicht erreicht | nicht erreicht |
| Gawriil Bertren | Degen, Einzel     | 1 Verloren        | Zweiter           | 4 Verloren     | Fünfter        | nicht erreicht | nicht erreicht | nicht erreicht | nicht erreicht |
| Wladimir Danitsch | Säbel, Einzel     | 1 Gewonnen        | Dritter           | DNS            | DNS            | nicht erreicht | nicht erreicht | nicht erreicht | nicht erreicht |
| Pawel Filatow | Säbel, Einzel     | 1 Gewonnen        | Vierter           | nicht erreicht | nicht erreicht | nicht erreicht | nicht erreicht | nicht erreicht | nicht erreicht |
| Nikolai Goredezki | Florett, Einzel   | 6 Verloren        | Siebter           | nicht erreicht | nicht erreicht | nicht erreicht | nicht erreicht | nicht erreicht | nicht erreicht |
| Leonid Grinjow | Florett, Einzel   | 4 Verloren        | Fünfter           | nicht erreicht | nicht erreicht | nicht erreicht | nicht erreicht | nicht erreicht | nicht erreicht |
| Apollon Guiber von Greifenfels | Säbel, Einzel     | Freilos           | Freilos           | 2 Verloren     | Zweiter        | 2 Gewonnen     | Vierter        | nicht erreicht | nicht erreicht |
| Pawel Guworski | Florett, Einzel   | 4 Verloren        | Fünfter           | nicht erreicht | nicht erreicht | nicht erreicht | nicht erreicht | nicht erreicht | nicht erreicht |
| Pawel Guworski | Degen, Einzel     | 6 Verloren        | Siebter           | nicht erreicht | nicht erreicht | nicht erreicht | nicht erreicht | nicht erreicht | nicht erreicht |
| Wladimir Keiser | Florett, Einzel   | 5 Verloren        | Siebter           | nicht erreicht | nicht erreicht | nicht erreicht | nicht erreicht | nicht erreicht | nicht erreicht |
| Wladimir Keiser | Degen, Einzel     | 4 Verloren        | Vierter           | nicht erreicht | nicht erreicht | nicht erreicht | nicht erreicht | nicht erreicht | nicht erreicht |
| Dmitri Knjaschewitsch | Florett, Einzel   | 3 Verloren        | Vierter           | nicht erreicht | nicht erreicht | nicht erreicht | nicht erreicht | nicht erreicht | nicht erreicht |
| Nikolai Kusnezow | Säbel, Einzel     | Freilos           | Freilos           | 3 Verloren     | Vierter        | nicht erreicht | nicht erreicht | nicht erreicht | nicht erreicht |
| Felix Leparski | Florett, Einzel   | 3 Verloren        | Vierter           | nicht erreicht | nicht erreicht | nicht erreicht | nicht erreicht | nicht erreicht | nicht erreicht |
| Leonid Martutschew | Florett, Einzel   | 3 Verloren        | Vierter           | nicht erreicht | nicht erreicht | nicht erreicht | nicht erreicht | nicht erreicht | nicht erreicht |
| Leonid Martutschew | Degen, Einzel     | 4 Verloren        | Fünfter           | nicht erreicht | nicht erreicht | nicht erreicht | nicht erreicht | nicht erreicht | nicht erreicht |
| Alexander Mordowin | Florett, Einzel   | 3 Verloren        | Vierter           | nicht erreicht | nicht erreicht | nicht erreicht | nicht erreicht | nicht erreicht | nicht erreicht |
| Alexander Mordowin | Säbel, Einzel     | 1 Gewonnen        | Vierter           | nicht erreicht | nicht erreicht | nicht erreicht | nicht erreicht | nicht erreicht | nicht erreicht |
| Boris Nepokupnoi | Säbel, Einzel     | 0 Gewonnen        | Vierter           | nicht erreicht | nicht erreicht | nicht erreicht | nicht erreicht | nicht erreicht | nicht erreicht |
| Georgi Sakyritsch | Säbel, Einzel     | 1 Gewonnen        | Vierter           | nicht erreicht | nicht erreicht | nicht erreicht | nicht erreicht | nicht erreicht | nicht erreicht |
| Wladimir Samoilow | Florett, Einzel   | 4 Verloren        | Fünfter           | nicht erreicht | nicht erreicht | nicht erreicht | nicht erreicht | nicht erreicht | nicht erreicht |
| Wladimir Sarnawski | Florett, Einzel   | 4 Verloren        | Fünfter           | nicht erreicht | nicht erreicht | nicht erreicht | nicht erreicht | nicht erreicht | nicht erreicht |
| Wladimir Sarnawski | Degen, Einzel     | 4 Verloren        | Vierter           | nicht erreicht | nicht erreicht | nicht erreicht | nicht erreicht | nicht erreicht | nicht erreicht |
| Anatoli Schakowlew | Florett, Einzel   | 4 Verloren        | Fünfter           | nicht erreicht | nicht erreicht | nicht erreicht | nicht erreicht | nicht erreicht | nicht erreicht |
| Alexander Schkylew | Säbel, Einzel     | 1 Gewonnen        | Vierter           | nicht erreicht | nicht erreicht | nicht erreicht | nicht erreicht | nicht erreicht | nicht erreicht |
| Alexander Soldatenkow | Degen, Einzel     | 4 Verloren        | Fünfter           | nicht erreicht | nicht erreicht | nicht erreicht | nicht erreicht | nicht erreicht | nicht erreicht |
| Anatoli Timofejew | Säbel, Einzel     | 1 Gewonnen        | Dritter           | 2 Verloren     | Dritter        | DNS            | DNS            | nicht erreicht | nicht erreicht |
| Konstantin Vaterkampf | Säbel, Einzel     | 1 Gewonnen        | Vierter           | nicht erreicht | nicht erreicht | nicht erreicht | nicht erreicht | nicht erreicht | nicht erreicht |
| Gawriil Bertren Pawel Guworski Wladimir Keiser Dmitri Knjaschewitsch Leonid Martutschew Wladimir Sarnawski Alexander Soldatenkow                              | Degen, Mannschaft | nicht ausgetragen | nicht ausgetragen | 0–2            | Dritter        | nicht erreicht | nicht erreicht | nicht erreicht | nicht erreicht |
| Wladimir Andrejew Wladimir Danitsch Apollon Guiber von Greifenfels Nikolai Kusnezow Alexander Mordowin Georgi Sakyritsch Alexander Schkylew Anatoli Timofejew | Säbel, Mannschaft | nicht ausgetragen | nicht ausgetragen | 0–2            | Dritter        | nicht erreicht | nicht erreicht | nicht erreicht | nicht erreicht |

### Fußball

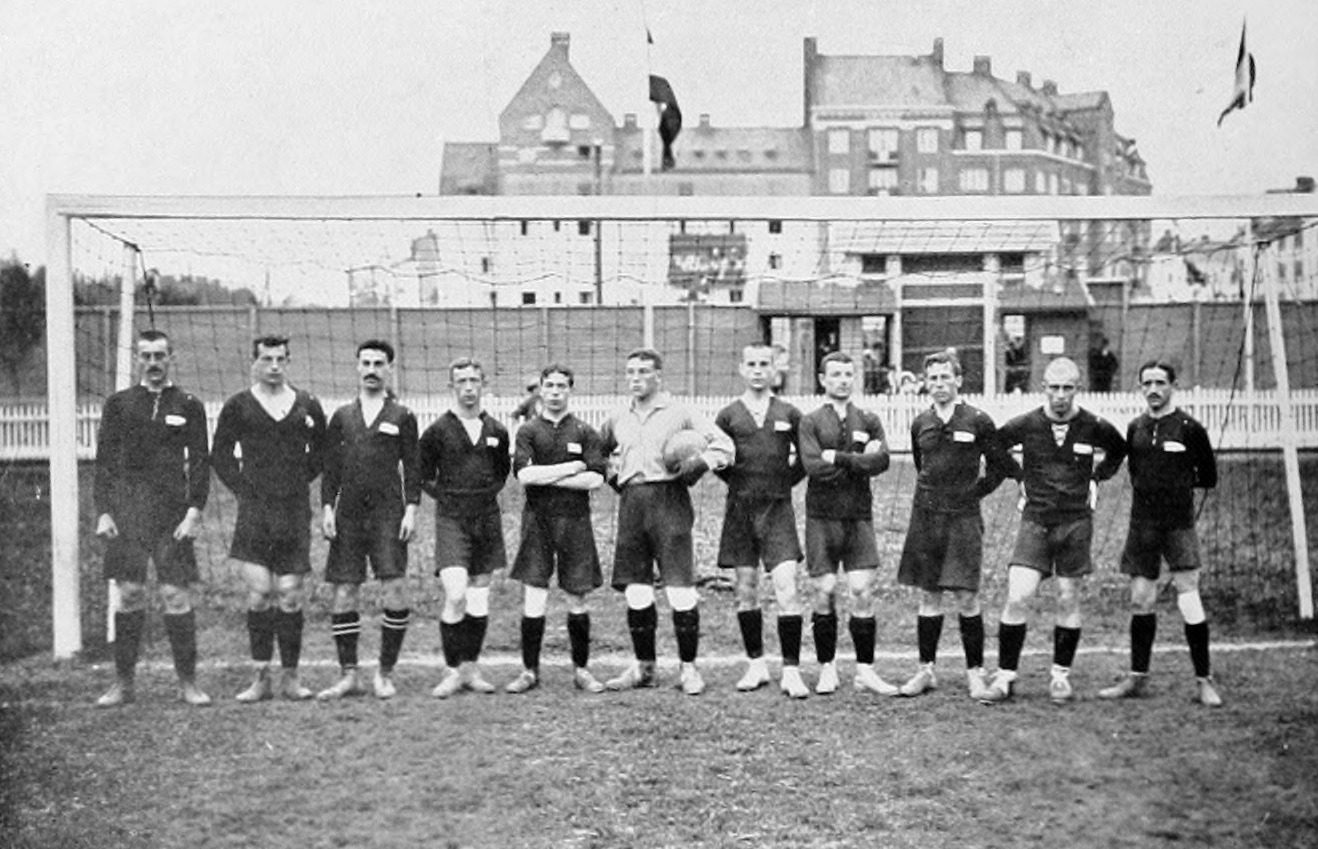
Die russische Fußballmannschaft bei den Olympischen Sommerspielen 1912

- Neunter
Andrei Akimow
Pjotr Boreischa
Wassili Butussow 
Nikita Chromow
Lew Faworski
Alexander Filippow
Sergei Filippow
Michail Jakowlew
Nikolai Kynin
Wladimir Markow
Grigori Nikitin
Fjodor Rimscha
Wassili Schitarew
Leonid Smirnow
Michail Smirnow
Pjotr Sokolow
Hjalmar Teravain
Alexei Uwerski
Wladimir Wlassenko
Robert Fulda (Trainer)
Georgi Djuperron (Trainer)

### Leichtathletik
| Athlet                     | Disziplin              | Vorlauf           | Vorlauf           | Halbfinale        | Halbfinale        | Finale          | Finale         |
| Athlet                     | Disziplin              | Ergebnis          | Platz             | Ergebnis          | Platz             | Ergebnis        | Platz          |
| -------------------------- | ---------------------- | ----------------- | ----------------- | ----------------- | ----------------- | --------------- | -------------- |
| Aleksis Aide               | 10.000 m Gehen         | nicht ausgetragen | nicht ausgetragen | 59:24,4 min       | Neunter           | nicht erreicht  | nicht erreicht |
| Alfrēds Alslēbens          | Zehnkampf              | nicht ausgetragen | nicht ausgetragen | nicht ausgetragen | nicht ausgetragen | 5294,615 Punkte | Zwölfter       |
| Ulrich Baasch              | Stabhochsprung         | nicht ausgetragen | nicht ausgetragen | 3,40 m            | 16                | nicht erreicht  | nicht erreicht |
| Herbert Baumann            | 200 m                  | DNF               | DNF               | nicht erreicht    | nicht erreicht    | nicht erreicht  | nicht erreicht |
| Nikolai Charkow            | 1500 m                 | nicht ausgetragen | nicht ausgetragen | k. A.             | Siebter           | nicht erreicht  | nicht erreicht |
| Nikolai Charkow            | Marathon               | nicht ausgetragen | nicht ausgetragen | nicht ausgetragen | nicht ausgetragen | DNS             | DNS            |
| Pjotr Gajewski             | 400 m                  | k. A.             | Vierter           | nicht erreicht    | nicht erreicht    | nicht erreicht  | nicht erreicht |
| Harald Hahn                | 200 m                  | k. A.             | Vierter           | nicht erreicht    | nicht erreicht    | nicht erreicht  | nicht erreicht |
| Eduard Hermann             | 10.000 m Gehen         | nicht ausgetragen | nicht ausgetragen | DSQ               | DSQ               | nicht erreicht  | nicht erreicht |
| Arnolds Indriksons         | 1500 m                 | nicht ausgetragen | nicht ausgetragen | k. A.             | Sechster          | nicht erreicht  | nicht erreicht |
| Alexander Jelisarow        | 800 m                  | k. A.             | Fünfter-Siebter   | nicht erreicht    | nicht erreicht    | nicht erreicht  | nicht erreicht |
| Alexander Jelisarow        | 1500 m                 | nicht ausgetragen | nicht ausgetragen | k. A.             | Sechster          | nicht erreicht  | nicht erreicht |
| Andrejs Kapmals            | Marathon               | nicht ausgetragen | nicht ausgetragen | nicht ausgetragen | nicht ausgetragen | DNF             | DNF            |
| Alexander Krascheninin     | Marathon               | nicht ausgetragen | nicht ausgetragen | nicht ausgetragen | nicht ausgetragen | DNS             | DNS            |
| Andrejs Krūkliņš           | 1500 m                 | nicht ausgetragen | nicht ausgetragen | k. A.             | Fünfter-Sechster  | nicht erreicht  | nicht erreicht |
| Andrejs Krūkliņš           | Marathon               | nicht ausgetragen | nicht ausgetragen | nicht ausgetragen | nicht ausgetragen | DNF             | DNF            |
| Leopolds Lēvenšteins       | 100 m                  | k. A.             | Sechster          | nicht erreicht    | nicht erreicht    | nicht erreicht  | nicht erreicht |
| Kaarel Lukk                | 10.000 m Gehen         | nicht ausgetragen | nicht ausgetragen | DNF               | DNF               | nicht erreicht  | nicht erreicht |
| Johann Martin              | Stabhochsprung         | nicht ausgetragen | nicht ausgetragen | 1,70 m            | 25.               | nicht erreicht  | nicht erreicht |
| Wassili Molokanow          | Diskuswurf (beidarmig) | nicht ausgetragen | nicht ausgetragen | 47,37 m           | 19.               | nicht erreicht  | nicht erreicht |
| Dmitri Nasarow             | 800 m                  | k. A.             | Fünfter           | nicht erreicht    | nicht erreicht    | nicht erreicht  | nicht erreicht |
| Dmitri Nasarow             | 1500 m                 | nicht ausgetragen | nicht ausgetragen | DNF               | DNF               | nicht erreicht  | nicht erreicht |
| Nikolai Neklepajew         | Diskuswurf             | nicht ausgetragen | nicht ausgetragen | 32,59 m           | 35.               | nicht erreicht  | nicht erreicht |
| Nikolai Neklepajew         | Speerwurf              | nicht ausgetragen | nicht ausgetragen | 44,98 m           | 17.               | nicht erreicht  | nicht erreicht |
| Michail Nikolski           | 5000 m                 | nicht ausgetragen | nicht ausgetragen | 17:21,7 min       | Vierter           | nicht erreicht  | nicht erreicht |
| Michail Nikolski           | 10.000 m               | nicht ausgetragen | nicht ausgetragen | DNF               | DNF               | nicht erreicht  | nicht erreicht |
| Michail Nikolski           | Marathon               | nicht ausgetragen | nicht ausgetragen | nicht ausgetragen | nicht ausgetragen | DNS             | DNS            |
| Arvīds Ozols-Berne         | Kugelstoßen            | nicht ausgetragen | nicht ausgetragen | 10,33 m           | 21.               | nicht erreicht  | nicht erreicht |
| Jewgeni Petrow             | 1500 m                 | nicht ausgetragen | nicht ausgetragen | k. A.             | Fünfter           | nicht erreicht  | nicht erreicht |
| Nikolajs Rasso             | Marathon               | nicht ausgetragen | nicht ausgetragen | nicht ausgetragen | nicht ausgetragen | DNF             | DNF            |
| Elmar Reimann              | Marathon               | nicht ausgetragen | nicht ausgetragen | nicht ausgetragen | nicht ausgetragen | k. A.           | 35.            |
| Alfrēds Ruks               | 1500 m                 | nicht ausgetragen | nicht ausgetragen | k. A.             | Siebter           | nicht erreicht  | nicht erreicht |
| Alexander Schulz           | Weitsprung             | nicht ausgetragen | nicht ausgetragen | 6,15 m            | 22.               | nicht erreicht  | nicht erreicht |
| Alexander Schulz           | Zehnkampf              | nicht ausgetragen | nicht ausgetragen | nicht ausgetragen | nicht ausgetragen | 6134,470 Punkte | Elfter         |
| Alfred Schwarz             | Standhochsprung        | nicht ausgetragen | nicht ausgetragen | 1,40 m            | 13.               | nicht erreicht  | nicht erreicht |
| Richard Schwarz            | 100 m                  | k. A.             | Fünfter           | nicht erreicht    | nicht erreicht    | nicht erreicht  | nicht erreicht |
| Pawel von Stieglitz        | 100 m                  | k. A.             | Vierter           | nicht erreicht    | nicht erreicht    | nicht erreicht  | nicht erreicht |
| Nikolajs Švedrēvics        | Speerwurf              | nicht ausgetragen | nicht ausgetragen | 43,21 m           | 20.               | nicht erreicht  | nicht erreicht |
| Aleksandrs Upmals          | Marathon               | nicht ausgetragen | nicht ausgetragen | nicht ausgetragen | nicht ausgetragen | DNF             | DNF            |
| Ēriks Vanags               | Kugelstoßen            | nicht ausgetragen | nicht ausgetragen | 10,44 m           | 20.               | nicht erreicht  | nicht erreicht |
| Ēriks Vanags               | Diskuswurf             | nicht ausgetragen | nicht ausgetragen | 31,34 m           | 39.               | nicht erreicht  | nicht erreicht |
| Johannes Leopold Villemson | 800 m                  | DNF               | DNF               | nicht erreicht    | nicht erreicht    | nicht erreicht  | nicht erreicht |
| Rūdolfs Vītols             | 1500 m                 | nicht ausgetragen | nicht ausgetragen | k. A.             | Vierter-Fünfter   | nicht erreicht  | nicht erreicht |
| René Wilde                 | Marathon               | nicht ausgetragen | nicht ausgetragen | nicht ausgetragen | nicht ausgetragen | DNS             | DNS            |
| Joseph Zaitsev             | Marathon               | nicht ausgetragen | nicht ausgetragen | nicht ausgetragen | nicht ausgetragen | DNS             | DNS            |

### Moderner Fünfkampf
| Athlet               | Pistolenschießen | Pistolenschießen | Schwimmen  | Schwimmen | Degenfechten | Degenfechten | Degenfechten | Springreiten  | Springreiten  | Springreiten  | Querfeldeinlauf | Querfeldeinlauf | Gesamtpunkte | Platz |
| Athlet               | Treffer          | Punkte           | Zeit       | Punkte    | Siege        | Touches      | Punkte       | Strafpunkte   | Zeit          | Punkte        | Zeit            | Punkte          | Gesamtpunkte | Platz |
| -------------------- | ---------------- | ---------------- | ---------- | --------- | ------------ | ------------ | ------------ | ------------- | ------------- | ------------- | --------------- | --------------- | ------------ | ----- |
| Carl Aejemelaeus     | 151              | 19               | 8:59,8 min | 25        | DNS          | DNS          | DNS          | Zurückgezogen | Zurückgezogen | Zurückgezogen | Zurückgezogen   | Zurückgezogen   | DNF          | DNF   |
| Arno Almqvist        | 143              | 24               | 6:06,0 min | 11        | 3            | ?            | 27           | 0             | 12:03,4 min   | 13            | 23:16,1 min     | 16              | 90           | 20.   |
| Gunnar von Hohenthal | 159              | 17               | 7:38,8 min | 19        | 5            | 7            | 25           | 2             | 11:11,8 min   | 16            | 23:28,6 min     | 17              | 94           | 21.   |
| Boris Nepokupnoi     | 185              | 6                | 8:16,6 min | 24        | DNS          | DNS          | DNS          | Zurückgezogen | Zurückgezogen | Zurückgezogen | Zurückgezogen   | Zurückgezogen   | DNF          | DNF   |
| Oskar Wilkman        | 176              | 11               | 8:11,6 min | 23        | 7            | 7            | 20           | 0             | 10:34,2 min   | 5             | 22:57,8 min     | 15              | 73           | 15.   |

### Radsport
| Athlet                              | Disziplin                  | Finale       | Finale |
| Athlet                              | Disziplin                  | Zeit         | Platz  |
| ----------------------------------- | -------------------------- | ------------ | ------ |
| Andrejs Apsītis                     | Einzelzeitfahren (320 km)  | 12:18:20,6 h | 60     |
| Fjodor Borissow                     | Einzelzeitfahren (320 km)  | DNF          | DNF    |
| Friedrich Bosch                     | Einzelzeitfahren (320 km)  | DNF          | DNF    |
| Jēkabs Bukse                        | Einzelzeitfahren (320 km)  | DNF          | DNF    |
| Augusts Kepke                       | Einzelzeitfahren (320 km)  | DNF          | DNF    |
| Kārlis Kepke                        | Einzelzeitfahren (320 km)  | DNF          | DNF    |
| Jānis Līvens                        | Einzelzeitfahren (320 km)  | DNF          | DNF    |
| Sergei Pesterjew                    | Einzelzeitfahren (320 km)  | DNF          | DNF    |
| Jānis Prātnieks                     | Einzelzeitfahren (320 km)  | DNF          | DNF    |
| Edgars Rihters                      | Einzelzeitfahren (320 km)  | DNF          | DNF    |
| Andrejs Apsītis unbekannte Sportler | Mannschaftsfahren (320 km) | DNF          | DNF    |

Für die Mannschaftswertung wurden die Zeiten der 4 bestplatzierten Fahrer addiert. Da nur Andrejs Apsītis das Ziel erreichte, blieb Russland ohne Platzierung.

### Reiten

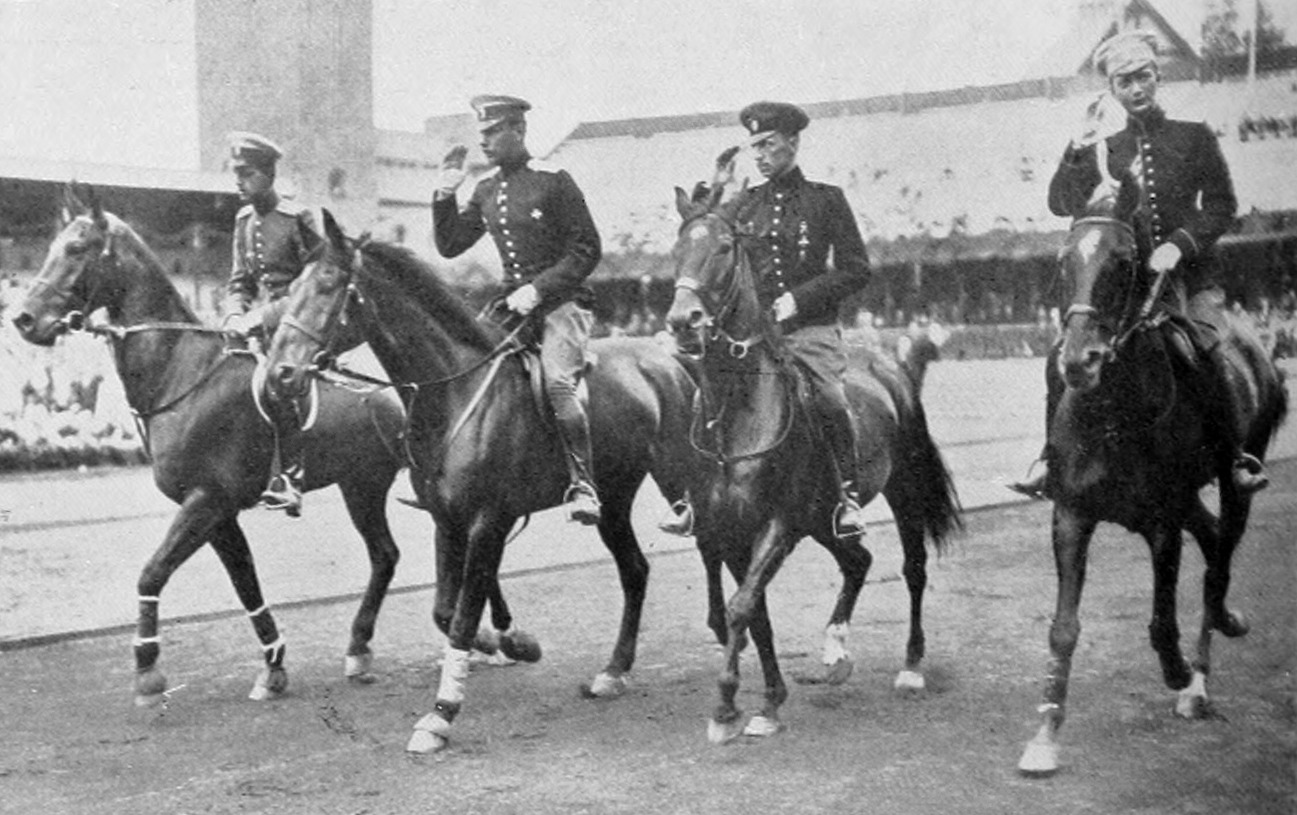
Die russische Springerequipe bei den Olympischen Sommerspielen 1912

| Athlet          | Pferd       | Disziplin       | Finale      | Finale |
| Athlet          | Pferd       | Disziplin       | Strafpunkte | Platz  |
| --------------- | ----------- | --------------- | ----------- | ------ |
| Michail Jekimow | Tritonytsch | Dressur, Einzel | 62          | 9      |

| Athlet                                                                             | Pferd                    | Disziplin                | Finale      | Finale |
| Athlet                                                                             | Pferd                    | Disziplin                | Strafpunkte | Platz  |
| ---------------------------------------------------------------------------------- | ------------------------ | ------------------------ | ----------- | ------ |
| Großfürst Dmitri Pawlowitsch                                                       | Unité                    | Springreiten, Einzel     | 10          | 9      |
| Michail Pleschkow                                                                  | Yvette                   | Springreiten, Einzel     | 17          | 21     |
| Alexander Rodsjanko                                                                | Eros                     | Springreiten, Einzel     | 14          | 16     |
| Karol von Rummel                                                                   | Sjablik                  | Springreiten, Einzel     | 12          | 15     |
| Sergei Sagorski                                                                    | Bandura                  | Springreiten, Einzel     | 16          | 18     |
| Alexei Selichow                                                                    | Tugela                   | Springreiten, Einzel     | 20          | 22     |
| Michail Pleschkow Alexander Rodsjanko Alexei Selichow Großfürst Dmitri Pawlowitsch | Yvette Eros Tugela Unité | Springreiten, Mannschaft | 50          | 5      |

### Ringen
| Athlet              | Disziplin                       | Erste Runde        | Zweite Runde       | Dritte Runde          | Vierte Runde    | Fünfte Runde        | Sechste Runde        | Siebte Runde      | Finale                  | Finale                  | Finale                  | Finale   |
| Athlet              | Disziplin                       | Gegner Ergebnis    | Gegner Ergebnis    | Gegner Ergebnis       | Gegner Ergebnis | Gegner Ergebnis     | Gegner Ergebnis      | Gegner Ergebnis   | Match A Gegner Ergebnis | Match B Gegner Ergebnis | Match C Gegner Ergebnis | Rank     |
| ------------------- | ------------------------------- | ------------------ | ------------------ | --------------------- | --------------- | ------------------- | -------------------- | ----------------- | ----------------------- | ----------------------- | ----------------------- | -------- |
| Alexander Akondinow | Federgewicht (bis 60 kg)        | Kangas Verloren    | Stein Gewonnen     | Larsson Verloren      | nicht erreicht  | nicht erreicht      | nicht erreicht       | nicht erreicht    | nicht erreicht          | nicht erreicht          | nicht erreicht          | 19.      |
| Georg Baumann       | Leichtgewicht (bis 67,5 kg)     | Väre Verloren      | Salonen Verloren   | nicht erreicht        | nicht erreicht  | nicht erreicht      | nicht erreicht       | nicht erreicht    | nicht erreicht          | nicht erreicht          | nicht erreicht          | 31.      |
| Nikolajs Farnest    | Schwergewicht (über 82,5 kg)    | Neser Verloren     | Barrett Verloren   | nicht erreicht        | nicht erreicht  | nicht erreicht      | nicht erreicht       | nicht ausgetragen | nicht erreicht          | nicht erreicht          | nicht erreicht          | Zwölfter |
| Oskar Kaplur        | Leichtgewicht (bis 67,5 kg)     | Hayes Gewonnen     | Covre Gewonnen     | Salonen Gewonnen      | Väre Verloren   | Tanttu Gewonnen     | Kolehmainen Verloren | nicht erreicht    | nicht erreicht          | nicht erreicht          | nicht erreicht          | Sechster |
| August Kippasto     | Leichtgewicht (bis 67,5 kg)     | Radvány Verloren   | Halík Verloren     | nicht erreicht        | nicht erreicht  | nicht erreicht      | nicht erreicht       | nicht erreicht    | nicht erreicht          | nicht erreicht          | nicht erreicht          | 31.      |
| Martin Klein        | Mittelgewicht (bis 75 kg)       | Somogyi Gewonnen   | Bergqvist Gewonnen | Miskey Gewonnen       | Merkle Gewonnen | Westerlund Verloren | Åberg Gewonnen       | Jokinen Gewonnen  | Asikainen Gewonnen      | Freilos                 | Johanson Verloren       | Zweiter  |
| Aleksandrs Miezīts  | Federgewicht (bis 60 kg)        | MacKenzie Verloren | Hetmar Verloren    | nicht erreicht        | nicht erreicht  | nicht erreicht      | nicht erreicht       | nicht erreicht    | nicht erreicht          | nicht erreicht          | nicht erreicht          | 26.      |
| Paweł Pawłowicz     | Federgewicht (bis 60 kg)        | Karlsson Gewonnen  | Arneson Gewonnen   | Beránek Verloren      | Öberg Verloren  | nicht erreicht      | nicht erreicht       | nicht erreicht    | nicht erreicht          | nicht erreicht          | nicht erreicht          | Zwölfter |
| August Pikker       | Halbschwergewicht (bis 82,5 kg) | Barl Gewonnen      | Andersson Verloren | DNS                   | nicht erreicht  | nicht erreicht      | nicht erreicht       | nicht ausgetragen | nicht erreicht          | nicht erreicht          | nicht erreicht          | 19.      |
| Jānis Polis         | Mittelgewicht (bis 75 kg)       | Bacon Gewonnen     | Jokinen Verloren   | Kokotowitsch Verloren | nicht erreicht  | nicht erreicht      | nicht erreicht       | nicht erreicht    | nicht erreicht          | nicht erreicht          | nicht erreicht          | 20.      |
| Alexander Sewerow   | Mittelgewicht (bis 75 kg)       | Frank Verloren     | Dahlberg Gewonnen  | Johanson Verloren     | nicht erreicht  | nicht erreicht      | nicht erreicht       | nicht erreicht    | nicht erreicht          | nicht erreicht          | nicht erreicht          | 20-      |

### Rudern
| Athlet      | Disziplin | Vorrunde   | Vorrunde | Viertelfinale | Viertelfinale | Halbfinale | Halbfinale | Finale         | Finale  |
| Athlet      | Disziplin | Resultat   | Platz    | Resultat      | Platz         | Resultat   | Platz      | Resultat       | Platz   |
| ----------- | --------- | ---------- | -------- | ------------- | ------------- | ---------- | ---------- | -------------- | ------- |
| Mart Kuusik | Einer     | 7:45,2 min | Erster   | 7:45,0 min    | Erster        | k. A.      | Zweiter    | nicht erreicht | Dritter |

### Schießen
| Athlet                                                                                   | Disziplin                                      | Finale   | Finale  |
| Athlet                                                                                   | Disziplin                                      | Ergebnis | Platz   |
| ---------------------------------------------------------------------------------------- | ---------------------------------------------- | -------- | ------- |
| Dmitri Barkow                                                                            | Laufender Hirsch 100 m Einzelschuss            | 23       | 31.     |
| Dmitri Barkow                                                                            | Laufender Hirsch 100 m Doppelschuss            | 39       | 19.     |
| Borys Belynskyj                                                                          | Freies Gewehr 300 m                            | 746      | 65.     |
| Borys Belynskyj                                                                          | Armeegewehr 600 m                              | 69       | 65.     |
| Borys Belynskyj                                                                          | Armeegewehr Dreistellungskampf                 | 78       | 46.     |
| Harry Blaus                                                                              | Laufender Hirsch 100 m Einzelschuss            | 29       | 20.     |
| Harry Blaus                                                                              | Tontaubenschießen                              | 91       | Dritter |
| Walter Bodneck                                                                           | Tontaubenschießen                              | 36       | 35.     |
| Georgy de Davydov                                                                        | Freies Gewehr 300 m                            | 635      | 76.     |
| Georgy de Davydov                                                                        | Armeegewehr 600 m                              | 70       | 61.     |
| Georgy de Davydov                                                                        | Armeegewehr Dreistellungskampf                 | 68       | 68.     |
| Alexander Dobrschanski                                                                   | Kleinkaliber 50 m                              | 172      | 33.     |
| Alexander Dobrschanski                                                                   | Freies Gewehr 300 m                            | 463      | 78.     |
| Alexander Dobrschanski                                                                   | Armeegewehr 600 m                              | 61       | 71.     |
| Alexander Dobrschanski                                                                   | Armeegewehr Dreistellungskampf                 | 66       | 71.     |
| Alexander Dobrschanski                                                                   | Kleinkaliber 25 m – Verschwindendes Ziel       | 190      | 26.     |
| Alexander Dobrschanski                                                                   | Laufender Hirsch 100 m Einzelschuss            | 22       | 33.     |
| Konstantin Kalinin                                                                       | Freies Gewehr 300 m                            | 736      | 68.     |
| Konstantin Kalinin                                                                       | Armeegewehr 600 m                              | 77       | 39.     |
| Konstantin Kalinin                                                                       | Freies Gewehr 300 m                            | 62       | 79.     |
| Amos Kasch                                                                               | Beliebige Scheibenpistole 50 m                 | 384      | 46.     |
| Amos Kasch                                                                               | Schnellfeuerpistole 30 m                       | 260      | 28.     |
| Dmitri Kuskow                                                                            | Freies Gewehr 300 m                            | 780      | 58.     |
| Dmitri Kuskow                                                                            | Armeegewehr 600 m                              | 71       | 59.     |
| Dmitri Kuskow                                                                            | Armeegewehr Dreistellungskampf                 | 77       | 49.     |
| Dmitri Kuskow                                                                            | Beliebige Scheibenpistole 50 m                 | 438      | 19.     |
| Feofan Lebedev                                                                           | Freies Gewehr 300 m                            | 806      | 54.     |
| Feofan Lebedev                                                                           | Armeegewehr 600 m                              | 59       | 74.     |
| Feofan Lebedev                                                                           | Armeegewehr Dreistellungskampf                 | 80       | 42.     |
| Pawel Lesch                                                                              | Freies Gewehr 300 m                            | 713      | 71.     |
| Pawel Lesch                                                                              | Armeegewehr 600 m                              | 62       | 70.     |
| Pawel Lesch                                                                              | Armeegewehr Dreistellungskampf                 | 83       | 30.     |
| Pavel Lieth                                                                              | Laufender Hirsch 100 m Einzelschuss            | 10       | 34.     |
| Pavel Lieth                                                                              | Tontaubenschießen                              | 12       | 51.     |
| Mykola Melnyzkyj                                                                         | Beliebige Scheibenpistole 50 m                 | 414      | 33.     |
| Mykola Melnyzkyj                                                                         | Schnellfeuerpistole 30 m                       | 264      | 22.     |
| Nikolai Kolomenkin-Panin                                                                 | Beliebige Scheibenpistole 50 m                 | 457      | Achter  |
| Heorhij Pantelejmonow                                                                    | Beliebige Scheibenpistole 50 m                 | 442      | 17.     |
| Heorhij Pantelejmonow                                                                    | Schnellfeuerpistole 30 m                       | 265      | 14.     |
| Boris Pertel                                                                             | Tontaubenschießen                              | 11       | 53.     |
| Wladimir Potekin                                                                         | Kleinkaliber 50 m                              | 170      | 36.     |
| Wladimir Potekin                                                                         | Kleinkaliber 25 m – Verschwindendes Ziel       | 171      | 32.     |
| Oswald Reschke                                                                           | Freies Gewehr 300 m                            | 699      | 73.     |
| Oswald Reschke                                                                           | Armeegewehr 600 m                              | 71       | 58.     |
| Oswald Reschke                                                                           | Armeegewehr Dreistellungskampf                 | 78       | 47.     |
| Hryhorij Schesterikow                                                                    | Beliebige Scheibenpistole 50 m                 | 420      | 31.     |
| Hryhorij Schesterikow                                                                    | Schnellfeuerpistole 30 m                       | 250      | 32.     |
| Wassili Skrozki                                                                          | Laufender Hirsch 100 m Einzelschuss            | 31       | 15.     |
| Wassili Skrozki                                                                          | Laufender Hirsch 100 m Doppelschuss            | 32       | 20.     |
| Leonardus Syttin                                                                         | Tontaubenschießen                              | 81       | 23.     |
| Alexander Tillo                                                                          | Freies Gewehr 300 m                            | 744      | 66.     |
| Alexander Tillo                                                                          | Armeegewehr 600 m                              | 70       | 62.     |
| Alexander Tillo                                                                          | Armeegewehr Dreistellungskampf                 | 76       | 51.     |
| Pawel Walden                                                                             | Freies Gewehr 300 m                            | 758      | 62.     |
| Pawel Walden                                                                             | Armeegewehr 600 m                              | 75       | 45.     |
| Pawel Walden                                                                             | Armeegewehr Dreistellungskampf                 | 89       | Elfter  |
| Georgi Wischnjakow                                                                       | Armeegewehr 600 m                              | 56       | 77.     |
| Georgi Wischnjakow                                                                       | Armeegewehr Dreistellungskampf                 | 84       | 26.     |
| Pawel Woiloschnikow                                                                      | Beliebige Scheibenpistole 50 m                 | 413      | 34.     |
| Pawel Woiloschnikow                                                                      | Schnellfeuerpistole 30 m                       | 260      | 24.     |
| Dāvids Veiss                                                                             | Freies Gewehr 300 m                            | 623      | 77.     |
| Dāvids Veiss                                                                             | Armeegewehr 600 m                              | 73       | 51.     |
| Dāvids Veiss                                                                             | Armeegewehr Dreistellungskampf                 | 72       | 60.     |
| Dmitri Barkow Harry Blaus Alexander Dobrschanski Wassili Skrozki                         | Laufender Hirsch 100 m Einzelschuss Mannschaft | 108      | Fünfter |
| Amos Kasch Mykola Melnyzkyj Heorhij Pantelejmonow Pawel Woiloschnikow                    | Militärrevolver 30 m Mannschaft                | 1091     | Zweiter |
| Mykola Melnyzkyj Nikolai Kolomenkin-Panin Hryhorij Schesterikow Pawel Woiloschnikow      | Pistole 50 m Mannschaft                        | 1801     | Vierter |
| Georgy de Davydov Dmitri Kuskow Feofan Lebedev Alexander Tillo Pawel Walden Dāvids Veiss | Armeegewehr Mannschaft                         | 1403     | Neunter |
| Feofan Lebedev Pawel Lesch Konstantin Kalinin Dmitri Kuskow Alexander Tillo Pawel Walden | Freies Gewehr Mannschaft                       | 4892     | Siebter |

### Schwimmen
| Athlet               | Disziplin       | Vorläufe          | Vorläufe          | Viertelfinale  | Viertelfinale  | Halbfinale     | Halbfinale     | Finale         | Finale         |
| Athlet               | Disziplin       | Zeit              | Platz             | Zeit           | Platz          | Zeit           | Platz          | Zeit           | Platz          |
| -------------------- | --------------- | ----------------- | ----------------- | -------------- | -------------- | -------------- | -------------- | -------------- | -------------- |
| Männer               |                 |                   |                   |                |                |                |                |                |                |
| Pawel Awksentjew     | 400 m Freistil  | nicht ausgetragen | nicht ausgetragen | DNF            | DNF            | nicht erreicht | nicht erreicht | nicht erreicht | nicht erreicht |
| Pawel Awksentjew     | 1500 m Freistil | nicht ausgetragen | nicht ausgetragen | DNF            | DNF            | nicht erreicht | nicht erreicht | nicht erreicht | nicht erreicht |
| Georgi Baimakow      | 200 m Brust     | nicht ausgetragen | nicht ausgetragen | 3:29,0 min     | Fünfter        | nicht erreicht | nicht erreicht | nicht erreicht | nicht erreicht |
| Georgi Baimakow      | 400 m Brust     | nicht ausgetragen | nicht ausgetragen | 7:28,6         | 2 Q            | DNS            | DNS            | nicht erreicht | nicht erreicht |
| Herbert von Kuhlberg | 100 m Freistil  | k. A.             | Vierter           | nicht erreicht | nicht erreicht | nicht erreicht | nicht erreicht | nicht erreicht | nicht erreicht |
| Nikolai Woronkow     | 400 m Freistil  | nicht ausgetragen | nicht ausgetragen | DNF            | DNF            | nicht erreicht | nicht erreicht | nicht erreicht | nicht erreicht |

### Segeln
| Athleten | Disziplin       | Erstes Rennen | Erstes Rennen | Erstes Rennen | Zweites Rennen | Zweites Rennen | Zweites Rennen | Total  | Total             | Total   |
| Athleten | Disziplin       | Zeit          | Punkte        | Platz         | Zeit           | Punkte         | Platz          | Punkte | Zeit              | Platz   |
| --- | --------------- | ------------- | ------------- | ------------- | -------------- | -------------- | -------------- | ------ | ----------------- | ------- |
| «Bylina» Herman von Adlerberg Johan Farber Wladimir Jelewitsch Wladimir Lurassow Nikolai Podgorny                                | 8-Meter-Klasse  | 2:27:59 h     | 0             | Siebter       | 2:21:43 h      | 0              | Siebter        | 0      | nicht ausgetragen | Fünfter |
| «Norman» Wenzeslaw Kusmitschow Jewgeni Kuhn Jewgenij Lomatsch Wiktor Markow Pawel Pawlow                                         | 8-Meter-Klasse  | 2:18:52 h     | 0             | Vierter       | 2:16:15 h      | 0              | Fünfter        | 0      | nicht ausgetragen | Fünfter |
| «Gallia II» Esper Belosselski Ernst Brasche Karl Lindholm Nikolai Puschnizki Alexander Rodionow Iossif Schomaker Philipp Strauch | 10-Meter-Klasse | 3:59:20 h     | 1             | Dritter       | 3:45:38 h      | 3              | Zweiter        | 4      | 4:23:17 h         | Dritter |

### Tennis
| Athleten                                    | Disziplin     | Erste Runde       | Zweite Runde      | Dritte Runde                             | Achtelfinale                                 | Viertelfinale                       | Halbfinale      | Finale          | Finale  |
| Athleten                                    | Disziplin     | Gegner Ergebnis   | Gegner Ergebnis   | Gegner Ergebnis                          | Gegner Ergebnis                              | Gegner Ergebnis                     | Gegner Ergebnis | Gegner Ergebnis | Rank    |
| ------------------------------------------- | ------------- | ----------------- | ----------------- | ---------------------------------------- | -------------------------------------------- | ----------------------------------- | --------------- | --------------- | ------- |
| Männer                                      |               |                   |                   |                                          |                                              |                                     |                 |                 |         |
| Michail Sumarokow-Elston                    | Einzel, Rasen | Freilos           | Freilos           | Setterwall Gewonnen 6-2, 6-3, 11-13, 6-2 | Kreuzer Verloren 6-2, 10-12, 6-4, 6-0        | nicht erreicht                      | nicht erreicht  | nicht erreicht  | Neunter |
| Alexander Alenizyn Michail Sumarokow-Elston | Doppel, Rasen | nicht ausgetragen | nicht ausgetragen | Freilos                                  | Hansen & Rovsing Gewonnen 2-6, 6-3, 7-5, 6-3 | Canet & Mény Verloren 6-3, 6-0, 6-1 | nicht erreicht  | nicht erreicht  | Fünfter |

### Turnen
| Athlet           | Disziplin       | Finale   | Finale |
| Athlet           | Disziplin       | Ergebnis | Platz  |
| ---------------- | --------------- | -------- | ------ |
| Alexander Achun  | Einzelmehrkampf | 87,75    | 39     |
| Semjon Kulikow   | Einzelmehrkampf | 79,50    | 41     |
| Pawel Kuschnikow | Einzelmehrkampf | 90,00    | 38     |
| Fjodor Sabelin   | Einzelmehrkampf | 76,25    | 42     |

### Wasserspringen
| Athlet         | Disziplin                         | Vorrunde | Vorrunde | Finale         | Finale         |
| Athlet         | Disziplin                         | Ergebnis | Platz    | Ergebnis       | Platz          |
| -------------- | --------------------------------- | -------- | -------- | -------------- | -------------- |
| Männer         |                                   |          |          |                |                |
| Wiktor Baranow | Turmspringen einfach (5 und 10 m) | DNF      | DNF      | nicht erreicht | nicht erreicht |